# U-396
Unterseeboot 396 foi um submarino alemão do Tipo VIIC, pertencente a Kriegsmarine que atuou durante a Segunda Guerra Mundial.

## Comandantes
| Comandante                      | Data                                  |
| ------------------------------- | ------------------------------------- |
| Kptlt. Ernst-Günther Unterhorst | 16 de outubro de 1943 - março de 1945 |
| Kptlt. Hilmar Siemon            | março de 1945 - 23 de abril de 1945   |

## Subordinação
Durante o seu tempo de serviço, esteve subordinado às seguintes flotilhas:
| Período                                     | Flotilha                                   |
| ------------------------------------------- | ------------------------------------------ |
| 16 de outubro de 1943 - 31 de maio de 1944  | 5. Unterseebootsflottille (treinamento)    |
| 1 de junho de 1944 - 30 de setembro de 1944 | 1. Unterseebootsflottille (serviço ativo)  |
| 1 de outubro de 1944 - 23 de abril de 1945  | 11. Unterseebootsflottille (serviço ativo) |